# Chromis chromis
Pour les articles homonymes, voir Castagnole.
Espèce
Statut de conservation UICN

 LC  : Préoccupation mineure
La castagnole, castagnole noire, petite castagnole ou demoiselle bleue (Chromis chromis) est une espèce de poissons d'eau de mer de la famille des Pomacentridae qui se rencontre dans l'Atlantique-est et en Méditerranée.

## Description
C'est un petit poisson aplati latéralement, à la silhouette ovale prolongée par une queue fourchue (d'où son appellation fréquente d'« hirondelle »). La livrée est noire, avec des écailles légèrement plus pâles sur les flancs, et les nageoires parfois bordées de bleu sombre (surtout chez les jeunes). La bouche est petite mais très protractile. 
À l'âge adulte, elle peut mesurer jusqu'à 12 cm (exceptionnellement jusqu'à 25 cm). 
Jeune, elle est d'un bleu électrique très vif et se trouve dans les cavités des tombants rocheux. Elle reste bleue environ 10 jours.

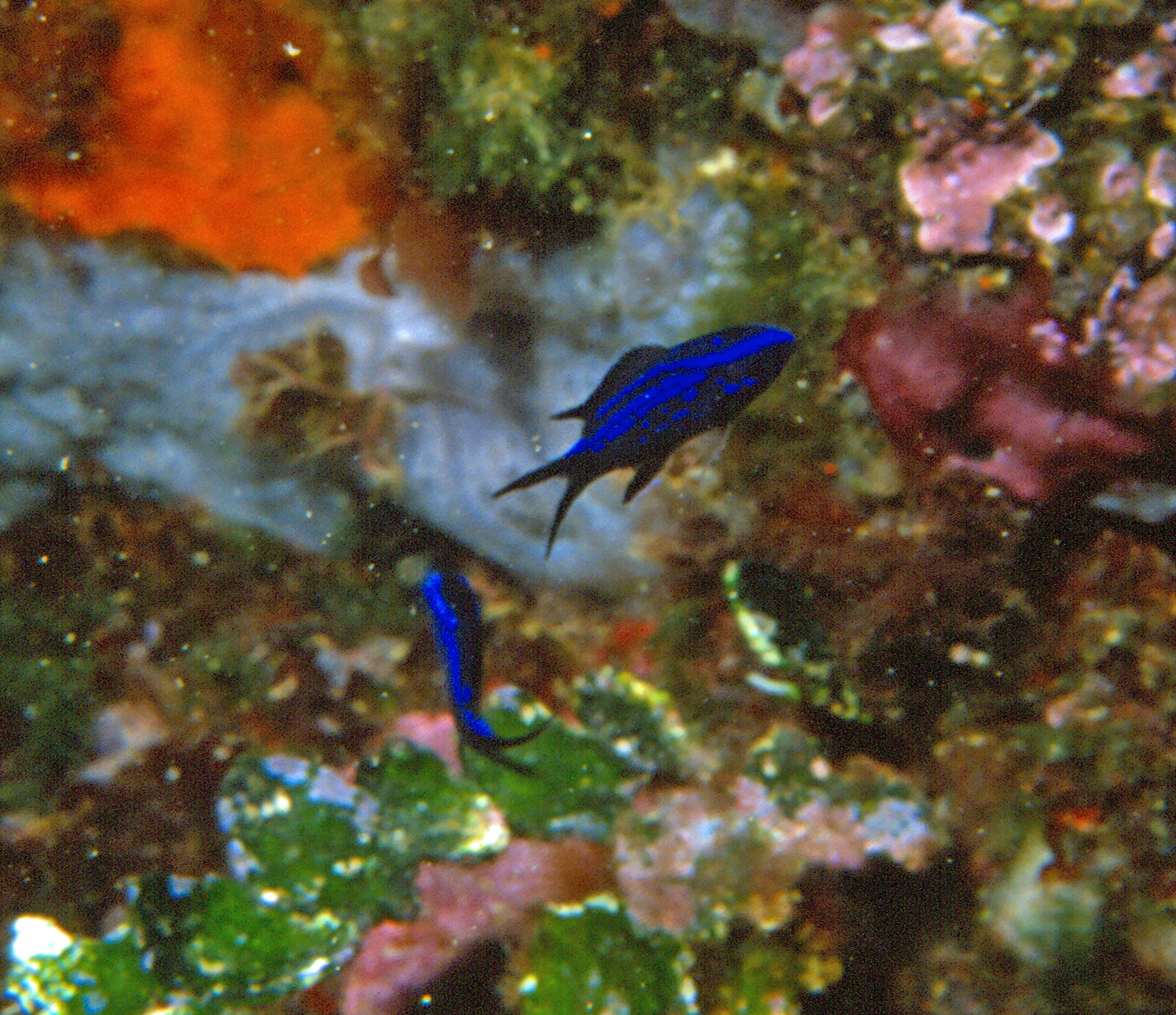
Juvéniles
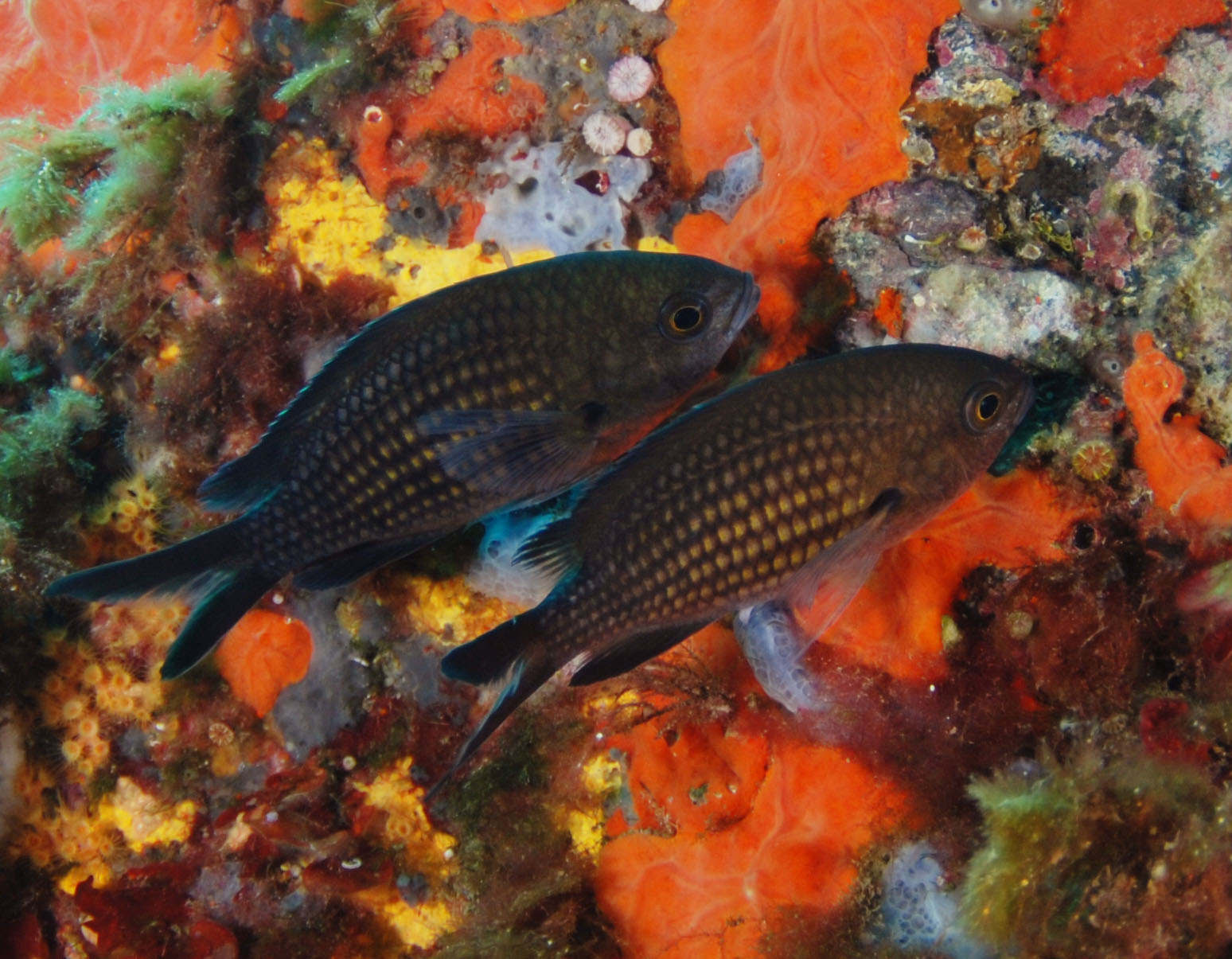
adultes
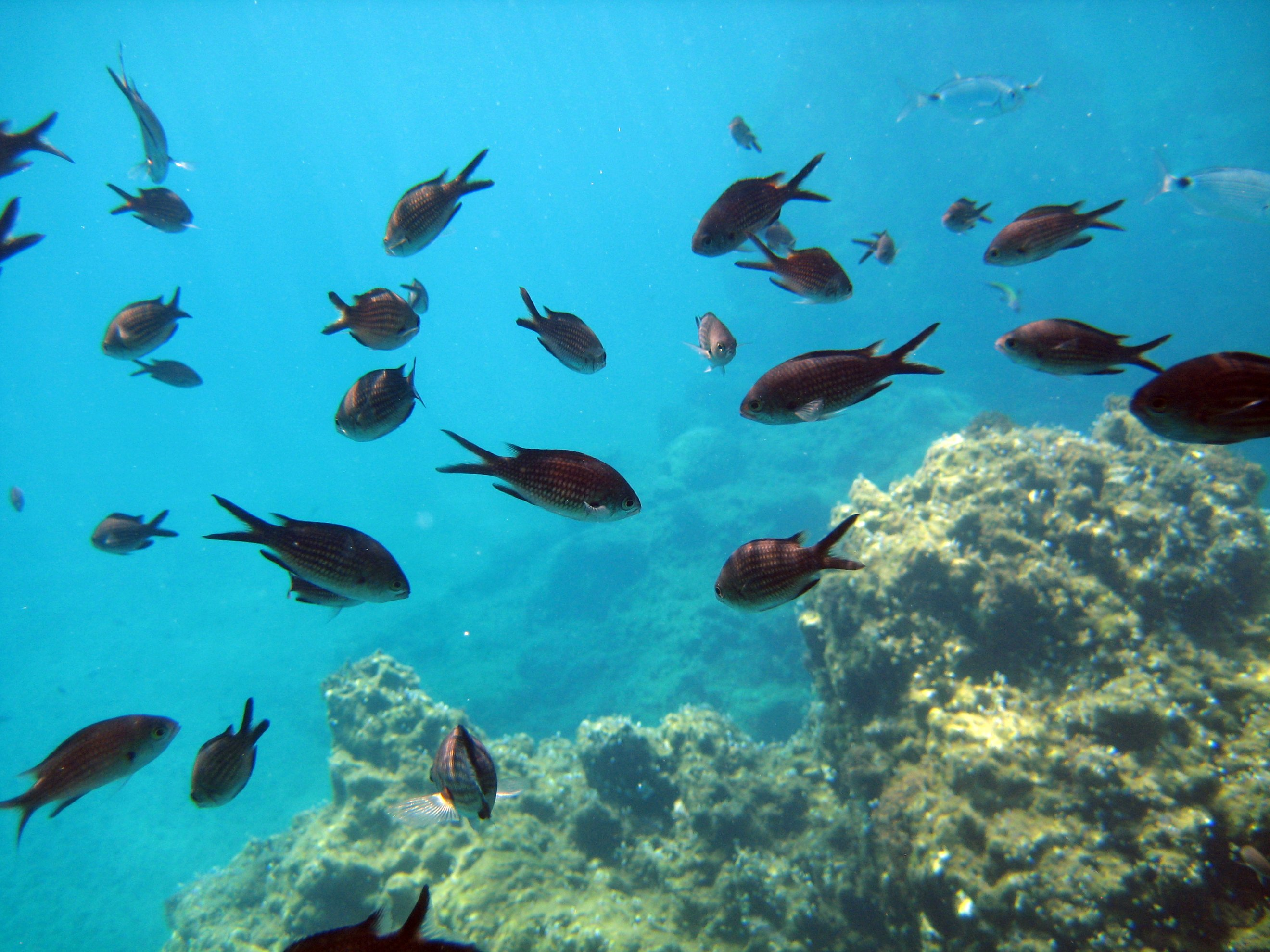
banc en Grèce.
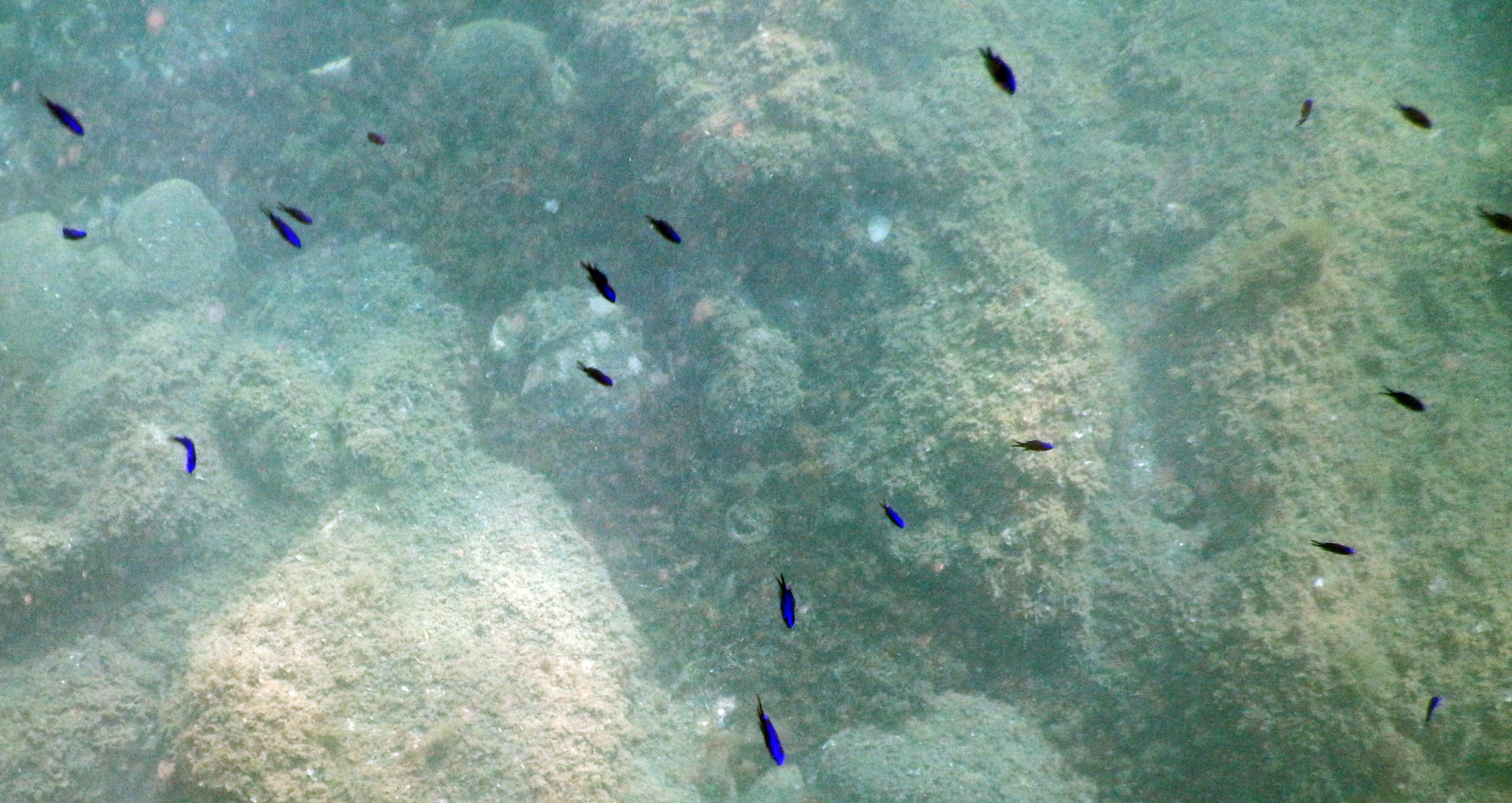
Banc d'alevins bleu électrique (Argelès-sur-Mer)

## Habitat et répartition
La castagnole vit en banc au-dessus des fonds rocheux ou mixtes, entre la surface et 50 cm de profondeur.
Cette espèce se rencontre principalement en Méditerranée, où elle est très abondante. On la trouve également en Atlantique est, du Portugal à l'Afrique de l'est. Elle migre en hiver vers des eaux (ou des profondeurs) plus chaudes.

## Relations à l'Homme
C'est un poisson extrêmement commun en Méditerranée française, facilement rencontré par les baigneurs. Il forme parfois des bancs géants de milliers voire de millions d'individus, dans les eaux claires riches en plancton. 
Ce poisson n'est pas ciblé par les pêcheurs, car sa chair est fade et pleine d'arêtes. Cependant, c'est un poisson habile et peu farouche, passé expert dans l'art d'ôter un appât d'un hameçon sans se faire attraper : leur présence décourage ainsi facilement les pêcheurs, d'autant qu'ils sont plus audacieux que les poissons comestibles et les empêchent d'accéder à l'hameçon. 
Ce poisson n'est pas considéré comme une espèce menacée : au contraire, sa population serait plutôt en expansion, car elle ne subit pas l'impact de la pêche (ni à la ligne ni au filet, trop petite), et bénéficie donc des activités humaines par rapport à ses compétiteurs.
Sous le nom en napolitain du Chromis chromis, Lo guarracino est une chanson qui raconte sur un rythme de tarentelle une querelle entre poissons en énumérant le nom des différentes espèces.